# Breda flavostriata
Breda flavostriata là một loài nhện trong họ Salticidae.
Loài này thuộc chi Breda. Breda flavostriata được Eugène Simon miêu tả năm 1901.